# Augstein und Blome/Episodenliste
Die Seite bietet einen Überblick über die Folgen der Sendung Augstein und Blome.

## 2020
| Datum            | Titel                                                                    |
| ---------------- | ------------------------------------------------------------------------ |
| 28. August 2020  | Blomes Abschied                                                          |
| 02. August 2020  | Ferien von Corona - Der Halbjahresrückblick                              |
| 10. Juli 2020    | Europa in Gefahr - Scheitert Merkel?                                     |
| 03. Juli 2020    | King of Schnitzel - Sigmar Gabriel und sein Job bei Tönnies              |
| 26. Juni 2020    | Corona - Riskieren wir die zweite Welle?                                 |
| 19. Juni 2020    | Streit ums Erinnern - Kann das weg oder ist es ein Denkmal?              |
| 12. Juni 2020    | Good cops, bad cops - Wie rassistisch ist unsere Polizei?                |
| 05. Juni 2020    | Rassismus - Können die USA noch Führungsmacht sein?                      |
| 29. Mai 2020     | Wissenschaft und Politik - Was erlauben Drosten?                         |
| 22. Mai 2020     | Corona - Kommt die zweite Welle (nicht)?                                 |
| 14. Mai 2020     | 2015 und 2020 - Kommt wieder die Zeit der Zweifler?                      |
| 08. Mai 2020     | Corona - Hat Merkel überzogen?                                           |
| 30. April 2020   | Corona und die Folgen - Müssen wir alle andere Menschen werden?          |
| 24. April 2020   | Nach sechs Wochen Leben mit Corona - Wo soll das alles enden?            |
| 03. April 2020   | Corona - Wie viel ist uns das Leben wert?                                |
| 27. März 2020    | Virus der Wahrheit - Was wir aus der Krise lernen können                 |
| 20. März 2020    | Coronavirus                                                              |
| 06. März 2020    | Grenzen zu oder Herzen auf - Wiederholt sich der Flüchtlingssommer 2015? |
| 27. Februar 2020 | Merz macht mobil – Wie viel Rechtsruck braucht die CDU?                  |
| 20. Februar 2020 | Lübcke, Halle, Hanau - Wird rechter Terror verharmlost?                  |
| 13. Februar 2020 | Merz oder Laschet - Wer rettet die CDU vor Merkel?                       |

## 2018
| Datum            | Titel                                                       |
| ---------------- | ----------------------------------------------------------- |
| 12. Januar 2018  | Endspiel um die Regierung: GroWu oder Weiter so?            |
| 19. Januar 2018  | Schulz oder nicht Schulz: Wie sich die SPD zum Hamlet macht |
| 27. Januar 2018  | Alles im braunen Bereich? Gewöhnen wir uns an die AfD?      |
| 16. Februar 2018 | Ohne Worte!                                                 |

## 2017
| Datum              | Titel                                                             |
| ------------------ | ----------------------------------------------------------------- |
| 13. Januar 2017    | Und noch ein Gesetz: Was der Terror aus uns macht                 |
| 20. Januar 2017    | Trump – und wie er die Welt anhält                                |
| 27. Januar 2017    | Schulz mit GroKo, oder was?                                       |
| 03. Januar 2017    | Der verbale Schlagabtausch                                        |
| 10. Februar 2017   | Alles über Schulz: Martin-Mania oder Souffle der SPD?             |
| 17. Februar 2017   | Dr. Trump – oder: Lernen wir, die Bombe zu lieben?                |
| 24. Februar 2017   | Arm oder reich! Wie Schulz ist Deutschland?                       |
| 10. März 2017      | Die Türkei in der Krüse: Was nün?                                 |
| 17. März 2017      | Rechtsaußen hat fertig? Es geht ein Rutt(e) durch Europa          |
| 24. März 2017      | Der Informationskrieg und seine Opfer - Mitleid mit Donald Trump? |
| 31. März 2017      | SPD – Hype vorbei – Wer ist Schulz?                               |
| 07. April 2017     | Brexit läuft – Make Britain small again                           |
| 28. April 2017     | 100 Tage Trump – Alles halb so wild?                              |
| 05. Mai 2017       | Die Augen rechts - Wohin marschiert die Truppe?                   |
| 19. Mai 2017       | Rettet Macron – Müssen wir Schutzgeld zahlen?                     |
| 26. Mai 2017       | Trump – Wie lange noch?                                           |
| 02. Juni 2017      | Verlassen oder verlässlich - Wie Merkel ist die neue Welt?        |
| 09. Juni 2017      | Terror und Menschenrechte - wo ist die Grenze?                    |
| 16. Juni 2017      | Funkin’ for Jamaika - Wie cool ist Schwarz-Grün-Gelb?             |
| 23. Juni 2017      | Streit um Kohl – Wem gehört der Kanzler der Einheit?              |
| 30. Juni 2017      | Ehe für alle – muss das sein?                                     |
| 07. Juli 2017      | Groß, Größer, G20: Was kostet die Welt?                           |
| 08. September 2017 | Flüchtlinge im Wahlkampf – Tabu oder Hilfe für die AfD?           |
| 15. September 2017 | Comeback der FDP – Wer will Lindner?                              |
| 22. September 2017 | Kinder fragen: Kann ein Mann Kanzler sein?                        |
| 29. September 2017 | West gegen Ost: spaltet Jamaica das Land?                         |
| 06. Oktober 2017   | Ratlose Koalijeure – Merkel und die schwarz, gelb, grünen Keulen? |
| 13. Oktober 2017   | Von Barcelona bis Berlin - Hasta la Heimat?                       |
| 20. Oktober 2017   | Kriminelle Asylsuchende - Wer muss raus aus Deutschland?          |
| 27. Oktober 2017   | AfD im Bundestag - Wie rechts wird Deutschland?                   |
| 10. November 2017  | Skandal im Paradies - Moral nach Kassenlage?                      |
| 24. November 2017  | Bis Ostern keine Regierung - Schafft Merkel sich ab?              |
| 01. Dezember 2017  | Groko oder nicht? Das große Regierungsraten                       |
| 08. Dezember 2017  | SPD-Parteitag: Der Vorhang zu und alle Wege offen?                |
| 15. Dezember 2017  | KOKO ODER GAGA - Deutschland sucht eine Regierung                 |
| 22. Dezember 2017  | Jahresrückblick 2017                                              |

## 2016
| Datum              | Titel                                                             |
| ------------------ | ----------------------------------------------------------------- |
| 16. Januar 2016    | Deutschland nach Köln: weißes Land, schwarze Seele?               |
| 23. Januar 2016    | #Wattacke - Wer will Merkel wirklich stürzen?                     |
| 29. Januar 2016    | Zerstört die AfD die Demokratie?                                  |
| 12. Februar 2016   | Syrien: Ewiger Krieg - oder Frieden mit Assad?                    |
| 19. Februar 2016   | Bussi statt Brexit - Sind die Briten bessere Europäer?            |
| 26. Februar 2016   | Ärger im Osten - Im Tal der Herzlosen?                            |
| 04. März 2016      | 'Die' und 'Wir' - Spaltet Gabriel das Land?                       |
| 11. März 2016      | AfD - Ist der Kapitalismus schuld?                                |
| 17. März 2016      | Merkels Minus - Kanzlerin ohne Partei?                            |
| 07. April 2016     | Vertreibung aus dem Steuerparadies - Wie schön war Panama?        |
| 15. April 2016     | Integration per Gesetz - Wie viel Zwang muss sein?                |
| 22. April 2016     | Haut'se, haut'se immer auf die… - wie radikal wird die AfD?       |
| 29. April 2016     | Trump gewinnt - Schaffen sich die USA ab?                         |
| 08. Mai 2016       | TTIP und Greenpeace - Enthüller oder was?                         |
| 13. Mai 2016       | Putzfrauen und Politik - Ist das Gabriel oder kann das weg?       |
| 20. Mai 2016       | Dicke Euter, leere Taschen - Der Markt macht’s?                   |
| 27. Mai 2016       | Krankreich: Macht die Linke das Land kaputt?                      |
| 03. Juni 2016      | Union vor dem Bruch - Alles Horst bei den Schwarzen?              |
| 10. Juni 2016      | Präsident der Herzen - Gibt es ein Leben nach dem Gauck?          |
| 17. Juni 2016      | Brex-Shit: Machen die Briten Europa kaputt?                       |
| 24. Juni 2016      | Die Briten haben gesprochen - Was nun, Europa?                    |
| 01. Juli 2016      | Brexshit happens – Wie weiter mit Europa?                         |
| 08. Juli 2016      | Affentheater für Deutschland - Kommen Populisten mit allem durch? |
| 09. September 2016 | ... the winner is: Angela Merkel!?                                |
| 16. September 2016 | Deutschland allein zu Haus: Wer will dieses Europa noch?          |
| 23. September 2016 | Berliner Zeitenwende - Kann Merkel noch gewinnen?                 |
| 30. September 2016 | Leid und Mitleid: Was bedeutet uns Syrien?                        |
| 07. Oktober 2016   | Zwei Frauen ein Gedanke: Wie Linkspartei ist die AfD?             |
| 14. Oktober 2016   | ???                                                               |
| 28. Oktober 2016   | Syrien - Gute Bomben, böse Bomben                                 |
| 05. November 2016  | Wer wird der neue Gauck? - Deutschland sucht den Superpräsidenten |
| 12. November 2016  | Donald Trump und das Ende des Westens                             |
| 18. November 2016  | Obama ade - Präsident von trauriger Gestalt?                      |
| 25. November 2016  | Die unvermeidbare Kanzlerin - Angela, wie lange noch?             |
| 02. Dezember 2016  | Mehr Law, oder? - Sicherheit als Wahlkampfthema"                  |
| 09. Dezember 2016  | Die Flüchtlinge und wir: Wie groß wird die Angst?"                |
| 16. Dezember 2016  | Militärs und Milliardäre: Trumps Team"                            |
| 16. Dezember 2016  | Jahresrückblick 2016: Ein Jahr aus allen Fugen"                   |

## 2015
| Datum              | Titel                                                              |
| ------------------ | ------------------------------------------------------------------ |
| 16. Januar 2015    | Paris und die Folgen                                               |
| 23. Januar 2015    | Beim Barte des Führers - Was wird aus Pegida?                      |
| 30. Januar 2015    | Nach den Wahlen in Athen – Griechischer Wein für alle?             |
| 13. Februar 2015   | Waffen oder Worte - Was rettet die Ukraine?                        |
| 20. Februar 2015   | Grexit und Ukraine - Wie schwach ist Europa?                       |
| 27. Februar 2015   | Lieber Marx als Merkel - Wie links sind die Deutschen?             |
| 06. März 2015      | Mann, Frau, Geld – Wie groß ist der kleine Unterschied?            |
| 13. März 2015      | Reparationen 70 Jahre danach - Spinnen die Griechen?               |
| 20. März 2015      | Krawalle in Frankfurt: Feuer und Flamme für den Euro               |
| 27. März 2015      | Alexis vs. Angela: Ist Deutschland zu mächtig für Europa?          |
| 17. April 2015     | Wenn Oma Mama wird - Soll man dürfen, was man kann?                |
| 24. April 2015     | Mare Monstrum - Wer rettet die Flüchtlinge?                        |
| 30. April 2015     | Bundesnachrichtendiebe - Wer kontrolliert die Schlapphüte?         |
| 08. Mai 2015       | Drin or out - Wohin treibt die Insel?                              |
| 15. Mai 2015       | BND-Skandal: Teflon-Merkel oder bleibt diesmal was kleben?         |
| 21. Mai 2015       | AfD ade - FDP ole?                                                 |
| 29. Mai 2015       | Streit um die Homo-Ehe                                             |
| 03. Juni 2015      | Griechenland die Aller Aller Aller Aller Aller Aller letzte Chance |
| 12. Juni 2015      | Der Große geht - Was wird aus der Linkspartei ohne Gysi?           |
| 19. Juni 2015      | Vorwärts immer, rückwärts nimmer - wie DDR ist Europa?             |
| 26. Juni 2015      | YES WIR AUCH! Braucht Deutschland eine Queen?                      |
| 03. Juli 2015      | Augstein und Blome vorm Sommerloch Blick zurück nach vorn          |
| 04. September 2015 | Deutschland vor der Wahl: Welchen Flüchtling hätten Sie denn gern? |
| 11. September 2015 | Gute Angela - Böse Angela: Welche Kanzlerin hätten Sie denn gern?  |
| 18. September 2015 | 'Nicht mein Land' - Scheitert Merkel an Deutschland?               |
| 25. September 2015 | VWeh adè: So schmutzig ist Kapitalismus                            |
| 02. Oktober 2015   | Der Feind unseres Feindes: Mit Assad gegen die Islamisten?         |
| 09. Oktober 2015   | Magic Mistery Merkel: Alles neu bei Angela?                        |
| 16. Oktober 2015   | Schafft sie das? Merkel und die Wut der CDU                        |
| 30. Oktober 2015   | Das Dings mit der Sphinx: Rätselraten um Schäuble                  |
| 07. November 2015  | Zurück in die Zukunft: Bekommen wir Weimarer Verhältnisse?         |
| 13. November 2015  | Der Weise von der Waterkant: wie groß war Schmidt wirklich?        |
| 21. November 2015  | Der IS und wir - Ist Krieg die wahre Kapitulation?                 |
| 27. November 2015  | Einsatz in Syrien - Kein Krieg ohne Deutschland?                   |
| 11. Dezember 2015  | Trump, LePen, Petry - Die Trolle sind los                          |
| 18. Dezember 2015  | Siggi Flop - wozu noch SPD                                         |
| 31. Dezember 2015  | Der Jahresrückblick 2015                                           |

## 2014
| Datum              | Titel                                                                            |
| ------------------ | -------------------------------------------------------------------------------- |
| 17. Januar 2014    | Der (neo) liberale Präsident - Gauck goes FDP                                    |
| 24. Januar 2014    | Kabinett ohne Kanzlerin - Wo ist Merkel?                                         |
| 31. Januar 2014    | Mehr Mali machen - Deutsche an die Front?                                        |
| 14. Februar 2014   | Schweizer Käse - Rückt Europa jetzt nach rechts?                                 |
| 21. Februar 2014   | Chaos in Kiew - Welche Rolle spielt Europa?                                      |
| 28. Februar 2014   | Der wilde Wladimir - Will Putin etwa Krieg?                                      |
| 07. März 2014      | Sorry, we can´t - verdrücken sich die USA?                                       |
| 14. März 2014      | Des Kremls neue Kleider - Putin ist nackt                                        |
| 21. März 2014      | Sanktionen gegen Putin - Ist das des Pudels Kern?                                |
| 28. März 2014      | Liebesgrüsse nach Moskau. Warum lieben die Deutschen Putin?                      |
| 04. April 2014     | Klassenkampf in den Wolken - Wie gerecht ist der Pilotenstreik?                  |
| 11. April 2014     | 3062, 3063, 3064... Die ewige Kanzlerin?                                         |
| 02. Mai 2014       | Deutschland als Zwischenreich - Können wir zwischen USA und Russland vermitteln? |
| 09. Mai 2014       | Europa-Wahl: Lasst die Spiele beginnen                                           |
| 16. Mai 2014       | Ungleichheit - Warum sind die Deutschen so geduldig?                             |
| 23. Mai 2014       | Nach Rüstung kommt Krieg - wie NATO sind wir noch?                               |
| 30. Mai 2014       | Nach der Europawahl: Wer ist Schuld an der Rückkehr des Nationalismus?           |
| 06. Juni 2014      | Letztes Zinszucken - Wie krank ist der Kapitalismus?                             |
| 13. Juni 2014      | Ohne Titel - Zur WM 2014                                                         |
| 20. Juni 2014      | Alarm für Angela - Die Schuldenhallodris sind zurück                             |
| 27. Juni 2014      | R2G: Findet Gabriel das Element der Macht?                                       |
| 04. Juli 2014      | Krim, Russland, Irak - Dreht sich die Welt immer schneller?                      |
| 05. September 2014 | Aufbau Ost: Wie weit geht die NATO?                                              |
| 12. September 2014 | Neu, rechts, erfolgreich - Ist die AfD noch zu stoppen?                          |
| 19. September 2014 | Nie mehr Kanzler? - Gabriels SPD kommt nicht hoch                                |
| 26. September 2014 | Bundeswehr am Boden - muss der Wehretat rauf?                                    |
| 10. Oktober 2014   | Die Wirtschaft schmiert ab - Wer hat Schuld?                                     |
| 17. Oktober 2014   | Gute Kurden, Böse Kurden? Wer rettet Kobane?                                     |
| 24. Oktober 2014   | Streik ohne Ende: Dürfen die das?                                                |
| 07. November 2014  | Einer gegen alle - Deutschland steht still                                       |
| 14. November 2014  | Sterbehilfe: Gibt es ein Recht auf den Tod?                                      |
| 21. November 2014  | Der Westen, Russland und die Krim: Soll der Klügere nachgeben?                   |
| 28. November 2014  | Heul leise Manuela: Brauchen wir die Quote?                                      |
| 19. Dezember 2014  | Der Jahresrückblick 2014                                                         |

## 2013
| Datum              | Titel                                                               |
| ------------------ | ------------------------------------------------------------------- |
| 18. Januar 2013    | Welcher Kopf rollt als erster?                                      |
| 25. Januar 2013    | Wahljahr 2013 - Lechts gegen Rinks, oder was?                       |
| 01. Februar 2013   | Spaß oder Sexismus - Was ist was?                                   |
| 15. Februar 2013   | Da wiehert die Lasagne - Sparen wir unser Essen krank               |
| 22. Februar 2013   | Bunte Raapublik - Wie viel Klamauk braucht die Politik?             |
| 01. März 2013      | Italien: Nach den Clowns kommen die Tränen                          |
| 08. März 2013      | Oben reich, unten arm - Wie ungleich darf Deutschland sein?         |
| 15. März 2013      | Nanu, SPD: Steinbrück doch ein echter Linker?                       |
| 22. März 2013      | Überall Zypr-Idioten? - Wie der Euro kaputt gemacht wird            |
| 12. April 2013     | Euro: Muss Deutschland mal austreten?                               |
| 19. April 2013     | Damen-Wahl bei der CDU - Haste mal ´ne Quote?                       |
| 26. April 2013     | Schein-Heilig Hoeneß - Wie böse sind die Reichen?                   |
| 03. Mai 2013       | Grüne Steuerpläne - Egoismus am Ende?                               |
| 10. Mai 2013       | Nie mehr Bleifuß? - Die SPD gibt Gas                                |
| 17. Mai 2013       | Faule Bürger, faule Politik - braucht es die Wahlpflicht?           |
| 24. Mai 2013       | SPD: Sind 150 Jahre nicht wirklich genug?                           |
| 31. Mai 2013       | Pas de deux kapütt - Deutschland und Frankreich aus dem Tritt       |
| 07. Juni 2013      | De Maizière und die Drohnen - Merkels Minister im Sinkflug?         |
| 14. Juni 2013      | Obama liest mit - Stasi reloaded?                                   |
| 21. Juni 2013      | Bürgerkrieg in Syrien - Wer schafft Assad beiseite?                 |
| 28. Juni 2013      | 22. September 18:01 Uhr - So geht`s aus...                          |
| 06. September 2013 | Krieg um Syrien!                                                    |
| 13. September 2013 | Endspurt im Eierlauf - Was ist in diesem Wahlkampf schief gelaufen? |
| 20. September 2013 | Augstein oder Blome - Wähl doch!                                    |
| 27. September 2013 | Keiner will mit Mutti - Gibt`s bald Neuwahlen?                      |
| 18. Oktober 2013   | Schwarz-Rot - Demokratie tot?                                       |
| 25. Oktober 2013   | Merkel abgehört - die spinnen, die Amerikaner                       |
| 31. Oktober 2013   | Große Koalition - Wie rot kann Merkel werden?                       |
| 08. November 2013  | Nach dem NSA-Skandal - Geht es auch ohne Amerika?                   |
| 15. November 2013  | Augstein und Blome - Die 100.                                       |
| 22. November 2013  | Bumerang von der Basis - Platzt die große Koalition?                |
| 29. November 2013  | 4 Jahre weiter so - Was will Merkel wirklich?                       |
| 06. Dezember 2013  | Banker am Pranger - wie viele Skandale sind genug?                  |
| 13. Dezember 2013  | Guck mal, der Gauck - Sotschi Njet!!                                |
| 20. Dezember 2013  | Deutschland kunterbunt - Schwarz-Rot-Grün                           |
| 31. Dezember 2013  | Der Jahresrückblick 2013                                            |

## 2012
| Datum              | Titel                                                       |
| ------------------ | ----------------------------------------------------------- |
| 20. Januar 2012    | Alles-Kanzlerin - Macht Merkel Wulffs Job einfach mit?      |
| 27. Januar 2012    | Überwachung der Linken - Spinnen die Spitzel?               |
| 10. Februar 2012   | Kältewelle und Klimalüge?                                   |
| 24. Februar 2012   | Einer für alle? Alle für Gauck!                             |
| 02. März 2012      | Millionen für Wulff - eine Frage der Ehre?                  |
| 09. März 2012      | Israel versus Iran - Krieg gegen die Bombe?                 |
| 16. März 2012      | Gauck und NRW - rotgrüne Merkel-Dämmerung?                  |
| 23. März 2012      | Soli-Wahnsinn: Abbruch West für Aufbau Ost?                 |
| 30. März 2012      | Piraten oder FDP - Kampf der Spaßparteien                   |
| 20. April 2012     | Kristina Schröder - Ministerin oder nur Frau?               |
| 27. April 2012     | Le Pen, Piraten, Populisten - Dreht die Politik durch?      |
| 04. Mai 2012       | Blut und Spiele - Keine Fußball-EM in der Ukraine?          |
| 11. Mai 2012       | Rote Sonne über Europa - Merkel am Ende?                    |
| 18. Mai 2012       | Röttgen weg - Wann gibt`s Neuwahlen?                        |
| 25. Mai 2012       | Linkspartei am Ende - Oskar schafft sie alle                |
| 01. Juni 2012      | Ackermann Abschied - Euroretter oder Gierbänker?            |
| 08. Juni 2012      | Atommacht Israel - und Deutschland hilft                    |
| 15. Juni 2012      | Jetzt aber wirklich - Endspiel um den Euro                  |
| 22. Juni 2012      | Einmal noch schöne Ferien - aber dann...?                   |
| 31. August 2012    | Merkel, Monti, Draghi - Wer macht den Euro kaputt?          |
| 07. September 2012 | Arm im Alter - Problem oder Panikmache?                     |
| 14. September 2012 | Rote Roben für Athen - Euro-Rettung ohne Grenzen?           |
| 21. September 2012 | Mohammed Schmähvideo - ist der Islam krank oder der Westen? |
| 28. September 2012 | K-Frage geklärt - Kann Steinbrück Kanzler?                  |
| 05. Oktober 2012   | Genau ein Jahr vor der Wahl – wir wissen wie´s ausgeht!     |
| 12. Oktober 2012   | Klar zum Kentern - Saufen die Piraten ab?                   |
| 19. Oktober 2012   | Steinbrück vs. Merkel - Hase gegen Igel                     |
| 26. Oktober 2012   | Zwei Jahre mehr - Wer hat Merkel klein-gekriecht?           |
| 02. November 2012  | Streit ums Asyl - Wer hat Angst vor Ausländern?             |
| 09. November 2012  | Obamas wertloser Sieg?                                      |
| 16. November 2012  | Malaise Français - Zerstört Frankreich den Euro?            |
| 23. November 2012  | Schwarz-Grün: Gut-Bürger unter sich?                        |
| 30. November 2012  | Palästinenser in der UNO - Was bringt das?                  |
| 07. Dezember 2012  | NPD-Verbot - Gut oder nur gut gemeint?                      |
| 14. Dezember 2012  | Steuern rauf, Steuern runter - Wie gerecht ist Deutschland? |
| 30. Dezember 2012  | Jahresrückblick 2012                                        |

## 2011
| Datum            | Titel                                                 |
| ---------------- | ----------------------------------------------------- |
| 06. Mai 2011     | Bin Laden: ein Tod und die Folgen                     |
| 25. Februar 2011 | Dr. zu Guttenberg                                     |
| 21. Januar 2011  | Bundeswehr im Zwielicht - Meuterei und Briefgeheimnis |